# Saison 1924-1925 de la LNH
Saison précédente Saison suivante
La saison 1924-1925 est la huitième saison de la Ligue nationale de hockey. Chaque équipe a joué trente parties.
La Coupe Stanley est remportée par les Cougars de Victoria de la Western Canada Hockey League contre les Canadiens de Montréal. Les Cougars sont la dernière franchise à gagner ce trophée en n’étant pas dans la LNH.
Les champions de la saison régulière, les Tigers de Hamilton, ne jouent pas les séries éliminatoires, les joueurs ayant demandé à être payé 200 dollars canadiens de plus pour les six parties supplémentaires jouées cette saison. Le jour de la dernière partie de la demi-finale, Frank Calder, président de la ligue, et le capitaine des Tigers, Shorty Green, se rencontrent, mais aucune entente ne survient. Tous les joueurs sont suspendus et reçoivent une amende de 200 dollars canadiens en plus de voir leur équipe éliminée des séries.
Avant le début de la saison, l'Association de hockey de la Côte du Pacifique cesse ses activités et deux de ses équipes, les Cougars de Victoria et les Maroons de Vancouver, rejoignent la Western Canada Hockey League. Après trois saisons où trois ligues se disputent la Coupe Stanley, la confrontation n'oppose plus maintenant que deux ligues.
Un nouveau trophée est ajouté pour la saison 1924-1925, le trophée Lady Byng. Il récompense le joueur de la ligue avec le meilleur état d'esprit.

## Saison régulière
C'est la première saison des Maroons de Montréal et des Bruins de Boston, première équipe des États-Unis. C'est aussi la dernière saison des Tigers de Hamilton, qui déménagent à New York au cours de l'été 1925 pour devenir les Americans de New York. Le nombre de matchs par saison est également augmenté de 24 à 30.

### Classement
| Clt   | Équipe                  | PJ | V  | D  | N | BP | BC  | Pts |
| ----- | ----------------------- | -- | -- | -- | - | -- | --- | --- |
| +001, | Tigers de Hamilton      | 30 | 19 | 10 | 1 | 90 | 60  | 39  |
| +002, | St. Patricks de Toronto | 30 | 19 | 11 | 0 | 90 | 84  | 38  |
| +003, | Canadiens de Montréal   | 30 | 17 | 11 | 2 | 93 | 56  | 36  |
| +004, | Sénateurs d'Ottawa      | 30 | 17 | 12 | 1 | 83 | 66  | 35  |
| +005, | Maroons de Montréal     | 30 | 9  | 19 | 2 | 45 | 65  | 20  |
| +006, | Bruins de Boston        | 30 | 6  | 24 | 0 | 49 | 119 | 12  |

- Vainqueur de la saison régulière
- Qualifié pour les séries de la LNH

### Meilleurs pointeurs
| Joueur         | Équipe         | PJ | B  | A  | Pts |
| -------------- | -------------- | -- | -- | -- | --- |
| Babe Dye       | Toronto        | 29 | 38 | 6  | 44  |
| Cy Denneny     | Ottawa         | 28 | 27 | 15 | 42  |
| Aurèle Joliat  | C. de Montréal | 24 | 29 | 11 | 40  |
| Howie Morenz   | C. de Montréal | 30 | 27 | 7  | 34  |
| Billy Boucher  | C. de Montréal | 30 | 18 | 13 | 31  |
| Jack Adams     | Toronto        | 27 | 21 | 8  | 29  |
| Billy Burch    | Hamilton       | 27 | 20 | 4  | 24  |
| Red Green      | Hamilton       | 30 | 19 | 4  | 23  |
| Jimmy Herberts | Boston         | 30 | 17 | 5  | 22  |
| Hap Day        | Toronto        | 26 | 10 | 12 | 22  |

## Série éliminatoire de la Coupe Stanley
Avec l'augmentation du nombre d'équipes dans la ligue, la LNH change son format des séries en faisant s'affronter la deuxième et la troisième équipe du classement. Le gagnant (au nombre de buts) joue alors contre la meilleure équipe de la saison pour gagner le trophée O'Brien et accéder à la finale de la Coupe Stanley contre le gagnant de la WCHL. 

### Trophée O'Brien
Le gagnant de ces deux rencontres (au nombre de buts) doit rencontrer la meilleure équipe de la saison, mais comme les Tigers de Hamilton sont suspendus, le gagnant se retrouve automatiquement en finale de la Coupe.
- 11 mars : Montréal 3-2 Toronto
- 13 mars : Montréal 2-0 Toronto

Montréal gagne les 2 parties avec 5 buts contre 2 pour Toronto et gagne ainsi le trophée du O'Brien.

### Finale de la Coupe Stanley
Les Cougars de Victoria, vainqueurs du championnat de la Western Canada Hockey League, affrontent les Canadiens de Montréal pour la Coupe Stanley.
- 21 mars : Montréal 2-5 Victoria
- 23 mars : Montréal 1-3 Victoria (disputé à Vancouver)
- 27 mars : Montréal 4-2 Victoria
- 30 mars : Montréal 1-6 Victoria

## Honneurs remis aux joueurs et aux équipes

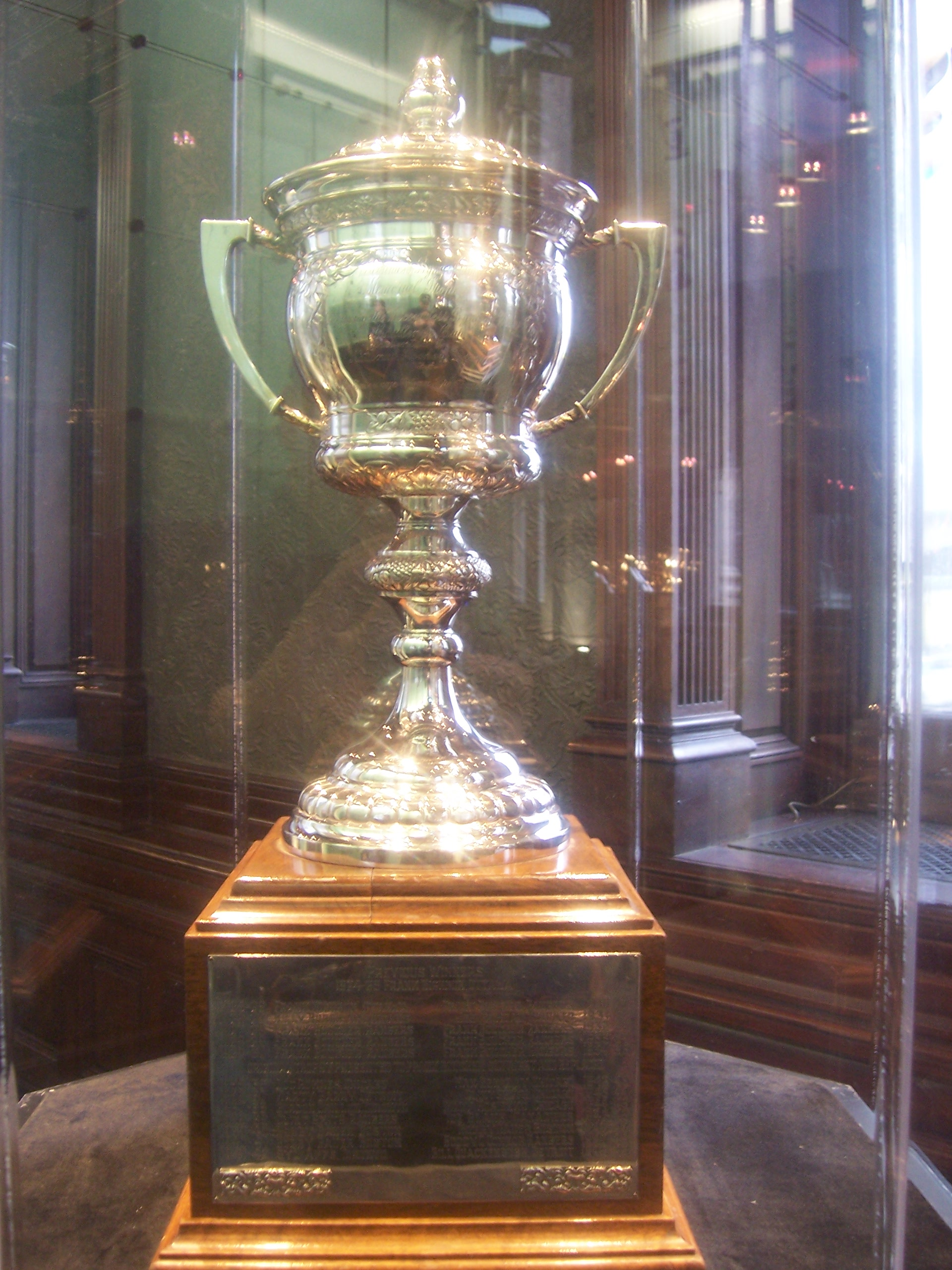
Trophée Lady Byng

| Trophée           | Joueur        | Équipe             |
| ----------------- | ------------- | ------------------ |
| Trophée Hart      | Billy Burch   | Tigers de Hamilton |
| Trophée Lady Byng | Frank Nighbor | Sénateurs d'Ottawa |

| Trophée         | Équipe                |
| --------------- | --------------------- |
| Trophée O'Brien | Canadiens de Montréal |
| Coupe Stanley   | Cougars de Victoria   |